# The Classic Roy Orbison
The Classic Roy Orbison, studioalbum av Roy Orbison, utgivet i juli 1966 på skivbolaget MGM Records. Albumet är producerat av Wesley Rose och Jim Vienneau.
På englandslistan nådde albumet 12:e plats.

## Låtlista
Singelplacering i Billboard inom parentes. Placering i England=UK 
1. "You'll Never Be Sixteen Again" (Roy Orbison/Bill Dees)
2. "Pantomine" (Roy Orbison/Bill Dees)
3. "Twinkle Toes" (Roy Orbison/Bill Dees) (#39, UK #29)
4. "Losing You" (Roy Orbison/Bill Dees)
5. "City Life" (Roy Orbison/Bill Dees)
6. "Wait" (Roy Orbison/Bill Dees)
7. "Growing Up" (Roy Orbison/Bill Dees)
8. "Where Is Tomorrow" (Roy Orbison/Bill Dees)
9. "(No) I'll Get Over You" (Roy Orbison)
10. "Going Back To Gloria" (Roy Orbison/Bill Dees)
11. "Just Another Name For Rock And Roll" (Bill Dees)
12. "Never Love Again" (Rusty Kershaw/Doug Kershaw/Billy Deaton)